# Grande Prêmio do Japão de 2016 (MotoGP)
O Grande Prêmio da MotoGP do Japão de 2016 ocorreu em 16 de outubro.

## Resultados

### Classificação MotoGP
| Pos | Piloto             | Equipe                         | Moto    | Tempo     | Pontos |
| --- | ------------------ | ------------------------------ | ------- | --------- | ------ |
| 1   | Marc Marquez       | Repsol Honda Team              | Honda   | 42'34.610 | 25     |
| 2   | Andrea Dovizioso   | Ducati Team                    | Ducati  | +2.992    | 20     |
| 3   | Maverick Viñales   | Team SUZUKI ECSTAR             | Suzuki  | +4.104    | 16     |
| 4   | Aleix Espargaro    | Team SUZUKI ECSTAR             | Suzuki  | +4.726    | 13     |
| 5   | Cal Crutchlow      | LCR Honda                      | Honda   | +15.049   | 11     |
| 6   | Pol Espargaro      | Monster Yamaha Tech 3          | Yamaha  | +19.654   | 10     |
| 7   | Alvaro Bautista    | Aprilia Racing Team Gresini    | Aprilia | +23.032   | 9      |
| 8   | Danilo Petrucci    | OCTO Pramac Yakhnich           | Ducati  | +28.555   | 8      |
| 9   | Scott Redding      | OCTO Pramac Yakhnich           | Ducati  | +28.802   | 7      |
| 10  | Stefan Bradl       | Aprilia Racing Team Gresini    | Aprilia | +32.330   | 6      |
| 11  | Katsuyuki Nakasuga | Yamalube Yamaha Factory Racing | Yamaha  | +42.845   | 5      |
| 12  | Yonny Hernandez    | Pull & Bear Aspar Team         | Ducati  | +52.219   | 4      |
| 13  | Bradley Smith      | Monster Yamaha Tech 3          | Yamaha  | +53.783   | 3      |
| 14  | Tito Rabat         | Estrella Galicia 0,0 Marc VDS  | Honda   | +54.760   | 2      |
| 15  | Hiroshi Aoyama     | Repsol Honda Team              | Honda   | +1'00.155 | 1      |
| 16  | Loris Baz          | Avintia Racing                 | Ducati  | +1'04.440 | 0      |
| 17  | Hector Barbera     | Ducati Team                    | Ducati  | +1'42.966 | 0      |
| 18  | Mike Jones         | Avintia Racing                 | Ducati  | 1 volta   | 0      |

### Classificação Moto2
| Pos | Piloto              | Equipe                        | Moto     | Tempo     | Pontos |
| --- | ------------------- | ----------------------------- | -------- | --------- | ------ |
| 1   | Thomas Luthi        | Garage Plus Interwetten       | Kalex    | 42'45.854 | 25     |
| 2   | Johann Zarco        | Ajo Motorsport                | Kalex    | +0.386    | 20     |
| 3   | Franco Morbidelli   | Estrella Galicia 0,0 Marc VDS | Kalex    | +5.863    | 16     |
| 4   | Takaaki Nakagami    | IDEMITSU Honda Team Asia      | Kalex    | +6.090    | 13     |
| 5   | Sandro Cortese      | Dynavolt Intact GP            | Kalex    | +16.246   | 11     |
| 6   | Simone Corsi        | Speed Up Racing               | Speed Up | +20.404   | 10     |
| 7   | Mattia Pasini       | Italtrans Racing Team         | Kalex    | +20.683   | 9      |
| 8   | Julian Simon        | QMMF Racing Team              | Speed Up | +20.760   | 8      |
| 9   | Marcel Schrotter    | AGR Team                      | Kalex    | +24.394   | 7      |
| 10  | Xavier Simeon       | QMMF Racing Team              | Speed Up | +27.113   | 6      |
| 11  | Xavi Vierge         | Tech 3 Racing                 | Tech 3   | +30.158   | 5      |
| 12  | Luca Marini         | Forward Team                  | Kalex    | +32.283   | 4      |
| 13  | Hafizh Syahrin      | Petronas Raceline Malaysia    | Kalex    | +32.391   | 3      |
| 14  | Tetsuta Nagashima   | Ajo Motorsport Academy        | Kalex    | +35.348   | 2      |
| 15  | Isaac Viñales       | Tech 3 Racing                 | Tech 3   | +35.486   | 1      |
| 16  | Edgar Pons          | Paginas Amarillas HP 40       | Kalex    | +39.558   | 0      |
| 17  | Jesko Raffin        | Sports-Millions-EMWE-SAG      | Kalex    | +39.690   | 0      |
| 18  | Ratthapark Wilairot | IDEMITSU Honda Team Asia      | Kalex    | +45.258   | 0      |
| 19  | Remy Gardner        | Tasca Racing Scuderia Moto2   | Kalex    | +47.910   | 0      |
| 20  | Alex Rins           | Paginas Amarillas HP 40       | Kalex    | +1'04.723 | 0      |
| 21  | Naomichi Uramoto    | Japan-GP2                     | Kalex    | +1'05.916 | 0      |
| 22  | Taro Sekiguchi      | Team Taro Plus One            | TSR      | +1'26.636 | 0      |

### Classificação Moto3
| Pos | Piloto                | Equipe                          | Moto     | Tempo     | Pontos |
| --- | --------------------- | ------------------------------- | -------- | --------- | ------ |
| 1   | Enea Bastianini       | Gresini Racing Moto3            | Honda    | 39'24.273 | 25     |
| 2   | Brad Binder           | Red Bull KTM Ajo                | KTM      | +0.017    | 20     |
| 3   | Nicolo Bulega         | SKY Racing Team VR46            | KTM      | +4.002    | 16     |
| 4   | Philipp Oettl         | Schedl GP Racing                | KTM      | +5.119    | 13     |
| 5   | Fabio Di Giannantonio | Gresini Racing Moto3            | Honda    | +6.288    | 11     |
| 6   | Francesco Bagnaia     | Pull & Bear Aspar Mahindra Team | Mahindra | +7.739    | 10     |
| 7   | Livio Loi             | RW Racing GP BV                 | Honda    | +7.749    | 9      |
| 8   | Fabio Quartararo      | Leopard Racing                  | KTM      | +8.344    | 8      |
| 9   | Joan Mir              | Leopard Racing                  | KTM      | +8.880    | 7      |
| 10  | Niccolò Antonelli     | Ongetta-Rivacold                | Honda    | +9.037    | 6      |
| 11  | Lorenzo Dalla Porta   | SKY Racing Team VR46            | KTM      | +12.332   | 5      |
| 12  | Adam Norrodin         | Drive M7 SIC Racing Team        | Honda    | +13.525   | 4      |
| 13  | Jakub Kornfeil        | Drive M7 SIC Racing Team        | Honda    | +18.818   | 3      |
| 14  | Albert Arenas         | Peugeot MC Saxoprint            | Peugeot  | +21.263   | 2      |
| 15  | Tatsuki Suzuki        | CIP-Unicom Starker              | Mahindra | +21.291   | 1      |
| 16  | Jules Danilo          | Ongetta-Rivacold                | Honda    | +21.727   | 0      |
| 17  | Marcos Ramirez        | Platinum Bay Real Estate        | Mahindra | +34.475   | 0      |
| 18  | Bo Bendsneyder        | Red Bull KTM Ajo                | KTM      | +39.950   | 0      |
| 19  | Khairul Idham Pawi    | Honda Team Asia                 | Honda    | +40.177   | 0      |
| 20  | Fabio Spiranelli      | CIP-Unicom Starker              | Mahindra | +46.804   | 0      |
| 21  | Lorenzo Petrarca      | 3570 Team Italia                | Mahindra | +49.085   | 0      |
| 22  | Darryn Binder         | Platinum Bay Real Estate        | Mahindra | +52.570   | 0      |
| 23  | Maria Herrera         | MH6 Team                        | KTM      | +52.682   | 0      |
| 24  | Andrea Migno          | SKY Racing Team VR46            | KTM      | +1'16.774 | 0      |
| 25  | Juanfran Guevara      | RBA Racing Team                 | KTM      | +1'22.102 | 0      |
| 26  | Shizuka Okazaki       | UQ & TELURU KOHARA RT           | Honda    | +1'51.623 | 0      |